# Antonio Tarantino (chitarrista)
Antonio Tarantino (San Paolo Bel Sito, 27 novembre 1964) è un chitarrista italiano interprete e compositore.

## Formazione
Ha iniziato lo studio della chitarra classica presso il Conservatorio di Benevento e l'ha concluso in quello di Avellino conseguendo il diploma nel 1987.
Nello stesso anno ha conseguito anche il diploma di chitarra classica all'Accademia Filarmonica di Bologna.
Ha poi conseguito il diploma accademico di 2º livello in chitarra al Conservatorio di Napoli nel 2006 con il massimo dei voti e con una tesi sui "12 Studi per chitarra" di Heitor Villa-Lobos.

## Carriera
Svolge un'intensa attività concertistica, sia come solista sia come componente di gruppi musicali, specializzandosi in musica brasiliana e new flamenco.
Ha fatto parte per diversi anni del cast delle reti Mediaset come chitarrista di flamenco moderno.
Contemporaneamente ha inciso diversi album, sia come solista che in collaborazione con importanti artisti, fra i quali si citano Patrick Djivas e Franz Di Cioccio della Premiata Forneria Marconi per un balletto approntato per la trasmissione Buona Domenica e con Nino D'Angelo  nel CD 'O schiavo e 'o rre per il brano Rosanera.
È presente nel doppio CD 36-The Fingerpicking.net Sampler insieme ad altri 35 chitarristi acustici tra cui Rodolfo Maltese, Alex Britti e Todd Hallawell.
Ha registrato con gli arrangiatori Emanuele Ruffinengo, Riccardo Biseo, Nuccio Tortora e si è esibito occasionalmente con Toquinho.
Musicalmente poliedrico è dotato di uno stile caratterizzato da sperimentazioni, tecniche percussive e chitarristiche acustiche ed elettriche al servizio della chitarra classica e flamenco.
Fra le partecipazioni si citano Brasil e Music Club su Radio Uno, Les Joyeux Pickers su Oto Radio di Parigi, Jam Radio di Sào Paulo del Brasile, London One Radio, Radio francese "La Note Picking", Cuerda y Colibrì Stati Uniti, Radio Italia Uno Australia, Rumba Flamenco TV e Gypsiwebradio Francia, Fm El Sol Argentina, Premio Napoli su Rai Uno, Roxy Bar su Videomusic con Red Ronnie, Quelli della Domenica su Canale Italia, altre emittenti televisive, radio ed eventi vari insieme a James Senese, Tosca D'Aquino, Dik Dik, Il Giardino dei Semplici, Irene Fargo, Lucia Cassini.
Ha partecipato a convention, festival e fiere nazionali ed internazionali suonando con Tommy Emmanuel, Buster B. Jones, Thom Bresh, Marcel Dadi, Larry Coryell, Franco Cerri, Jean Felix Lalanne, Albert Lee, Edward Gerhard, Werner Bauhofer, Eric Fievet, Mick Abrahams, John Stowell e molti altri.
Insieme ad altri 17 chitarristi è interprete nel CD Playing Marcos Vinicius della Little Suite for Guitar del chitarrista e compositore brasiliano Marcos Vinicius.
Sul numero di dicembre 2016 viene recensito da una delle migliori riviste di chitarra sudamericane Violào Mais (rivista brasiliana) nella quale sono presenti Toquinho, Paco de Lucía e Marco Pereira.
Si è esibito in duo con il chitarrista francese Raphaël Faÿs nell'ambito del XII Guitar International Rendez-Vous ADGPA a Pieve di Soligo.
Nel settembre del 2017 pubblica il suo decimo album dal titolo "Brasileirissimo" prodotto dalla Videoradio con la quale etichetta discografica hanno inciso artisti come Jennifer Batten, Frank Gambale, Billy Cobham, Bill Evans, Mike Stern e Scott Henderson.
Al XIII Guitar International Rendez-Vous ADGPA, tra i cui ospiti Fabio Treves, a Conegliano condivide il palco con l'irlandese Darragh O'Neill e Massimo Luca.
Si è esibito al Teatro Sant'Antonino di Sorrento per una serata di beneficenza a favore di Amatrice.
Insieme ad altri 21 chitarristi è presente, nel CD Merci Dadi per festeggiare i 25 anni dell'associazione chitarristica ADGPA italiana.
Partecipa come dimostratore di chitarre e insieme, tra gli altri, ad Alvaro Pierri all'Acerra Guitar Meetings.

## Didattica e Giornalismo
È stato consulente di Franco Mussida alla scuola universitaria Centro Professione Musica di Milano con un corso di chitarra e laboratorio di musica d'insieme nel Carcere di San Vittore.
Ha collaborato con la rivista Guitar Club di Milano (coordinatore Alberto Radius) con articoli, recensioni e trascrizioni sulla chitarra brasiliana, flamenco, latino-americana e moderna.
È stato autore per le edizioni musicali e discografiche Casa Musicale Eco.
Nel maggio 2015 ha tenuto un seminario di chitarra brasiliana alla FIM University di Genova.
Nel novembre 2016 è stato docente all'International Music Expo (IME) di Sanremo con una Master class dal titolo "La chitarra nella musica popolare brasiliana".
Ha collaborato con la rivista mensile Chitarra Acustica con una rubrica sulla chitarra nel nuovo flamenco e con la rivista mensile Axe Guitar Magazine con articoli sulla chitarra brasiliana, flamenco e moderna.
È stato autore e collaboratore presso Gruppo Editoriale Volontè & Co. di Milano.
Ha realizzato un mini-ciclo di lezioni sulla chitarra brasiliana, classica e flamenco per il Canale TV Web Videoradio Channel.

## Festival e Fiere
- 1994 Convention Nazionale ADGPA a Torino
- 1997 Festival Internazionale di Poesia di Genova
- 1997, 1998 e 2000 Convention Internazionali ADGPA a Soave
- 1998 Disma Music Show di Rimini
- 2000 Fiera strumenti musicali di Montichiari
- 2010 Acoustic Guitar International Meeting di Sarzana
- 2010 e 2018 Guitar International Rendez-Vous ADGPA a Conegliano
- 2015 Fiera Internazionale della Musica a Genova
- 2019 Musika Expo di Roma
- 2019 Acerra Guitar Meetings

## Discografia

### Solista
- 1995 La chitarra brasiliana[5] MC, etichetta Bèrben, Ancona
- 1998 La chitarra nel flamenco moderno, etichetta Nuova Carisch, San Giuliano Milanese
- 2002 O violào no Brasil CD, etichetta Berimbau, Villorba
- 2008 Tocando Brasileiro CD[6], prodotto da Antonio Tarantino
- 2010 Imagens do Brasil CD, etichetta Sonitus, Monvalle
- 2011 La chitarra brasiliana CD, etichetta Casa Musicale Eco, Monza
- 2017 Brasileirissimo[7] CD, etichetta Videoradio, Alessandria

### Collaborazioni
- 2003 'O Schiavo e 'o rre CD, etichetta Sony Music, Stati Uniti
- 2004 36-The Fingerpicking.net Sampler[1] doppio CD, etichetta Fingerpicking.net, Granarolo dell'Emilia
- 2010 Playing Marcos Vinicius CD, etichetta Sonitus, Monvalle
- 2019 Merci Dadi CD, etichetta ADGPA ITALY, Cologno Monzese

## Videografia
- 1998 La chitarra brasiliana VHS, etichetta Nuova Carisch, San Giuliano Milanese
- 2003 La chitarra nel nuovo flamenco VHS, prodotto da Antonio Tarantino
- 2010 Metodo di chitarra brasiliana DVD, etichetta Guitar Media Collection, Firenze

## Metodi
- 1995 La chitarra brasiliana, metodo con MC, editore Bèrben, Ancona
- 1998 La chitarra nel flamenco moderno[8], metodo con CD, (in italiano e spagnolo) editore Nuova Carisch,  San Giuliano Milanese
- 2002 La chitarra brasiliana, manuale, editore Intra's, Milano
- 2011 La chitarra brasiliana, trattato con CD, editore Casa Musicale Eco, Monza
- 2019 La chitarra latino-americana, metodo, prodotto da Antonio Tarantino

## Composizioni
- 2000 5 Composizioni Originali per chitarra brasiliana, editore Intra's, Milano
- 2010 3 Composiciones para guitarra flamenca, editore Armelin Musica, Padova
- 2010 7 Composizioni Originali per chitarra brasiliana, editore Sonitus, Monvalle

## Trascrizioni
- 2016 Toccata in La maggiore di Pietro Domenico Paradisi, trascrizione per chitarra classica, editore Casa Musicale Eco, Monza
- 2017 3 Brazilian folksongs, anonimi folclorici, trascrizione per chitarra classica, editore Casa Musicale Eco, Monza
- 2018 Brazilian National Anthem di Francisco Manuel da Silva, trascrizione per chitarra classica, editore Casa Musicale Eco, Monza

## Generi musicali
- Bossa nova
- Samba
- Choro
- Musica popular brasileira
- Nuevo flamenco